# Боровци
Боровци (болг. Боровци) — село в Болгарии. Находится в Монтанской области, входит в общину Берковица. Население составляет 736 человек.

## Галерея

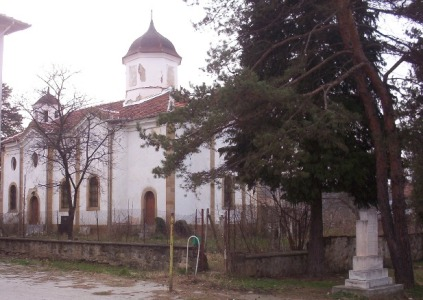
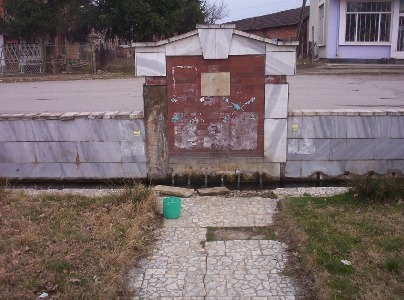
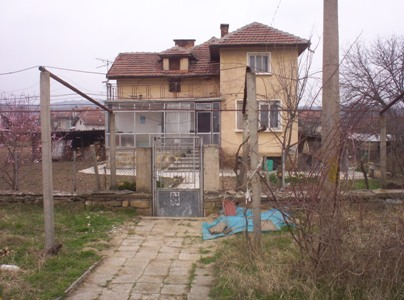
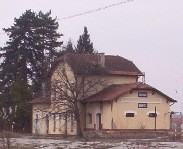
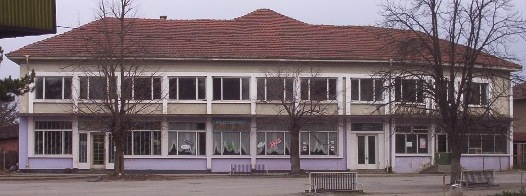
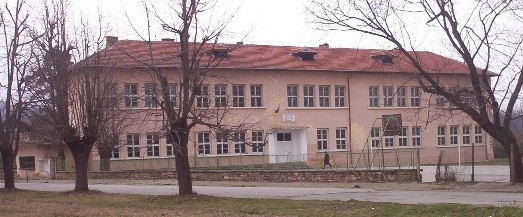

## Политическая ситуация
В местном кметстве Боровци, в состав которого входит Боровци, должность кмета (старосты) исполняет Борислав Георгиев Луканов (коалиция в составе 2 партий: Демократы за сильную Болгарию (ДСБ), Предизборна коалиция "СДС-ДСБ-БДС"РАДИКАЛИ, СЪЮЗ НА ДЕМОКРАТИЧНИТЕ СИЛИ) по результатам выборов.
Кмет (мэр) общины Берковица — Милчо Михайлов Доцов (независимый) по результатам выборов.